# Saint-Loup-Lamairé
Saint-Loup-Lamairé è un comune francese di 993 abitanti situato nel dipartimento delle Deux-Sèvres nella regione della Nuova Aquitania. È costituito dai due territori di Saint-Loup-sur-Thouet e Lamairé.

## Società

### Evoluzione demografica
Abitanti censiti